# Бельгийское Конго
Бельги́йское Ко́нго (фр. Congo belge, нидерл. Belgisch-Kongo) — колония Бельгии, существовавшая на территории современной Демократической Республики Конго после того, как 15 ноября 1908 года король Бельгии Леопольд II продал Свободное государство Конго бельгийскому государству, и до провозглашения независимости Конго 30 июня 1960 года. В октябре 1908 года бельгийским парламентом был принят «Закон об управлении Бельгийским Конго» (так называемая колониальная хартия). Согласно этому закону, законодательную власть в Бельгийском Конго осуществляли бельгийский король и парламент Бельгии, а также генерал-губернатор, которому одновременно передавалась вся полнота исполнительной власти. Надзор за деятельностью колониальной администрации осуществлял специально назначаемый член кабинета — министр по делам Бельгийского Конго. Столицами колонии являлись города Бома (до 1926) и (позднее) Леопольдвиль; другие крупные центры — Стэнливиль и Элизабетвиль.
В 1914 году колония была разделена на 4 вице-губернаторства, а в 1933 — на 6 провинций, подразделявшихся на дистрикты, территории и шеферии (с этнически однородным населением) или секторы (со смешанным населением). При генерал-губернаторе и губернаторах провинций существовали формировавшиеся ими консультативные советы. Постепенно формировалась «туземная элита», представителем которой являлся, в частности, крупнейший предприниматель и первый миллионер Конго Жозеф Чомбе, отец Моиза Чомбе.
Основная экономическая деятельность была сосредоточена в провинции Катанга. Главной статьёй дохода была добыча полезных ископаемых. В годы нацистской оккупации Бельгии Конго находилось под контролем «Сил Свободной Бельгии». Горнорудная продукция колонии вывозилась в Великобританию и США. В частности, именно в Катанге был получен уран для атомной бомбы, сброшенной на Хиросиму.
В 1921 г. баптистский проповедник Симон Кимбангу основал национально-освободительное движение кимбангизм под лозунгом «Конго — конголезцам». Поначалу это были тайные общества, после войны им на смену пришли культурно-просветительские сообщества, профсоюзные организации и политические партии.
Во главе национально-освободительного движения встали Патрис Лумумба (Национальное движение Конго) и Жозеф Касавубу (Альянс баконго).
На Брюссельских конференциях круглого стола 1960 года по требованию делегаций, представлявших Бельгийское Конго, бельгийское правительство было вынуждено заявить о своём согласии предоставить колонии независимость. После провозглашения в 1960 году независимости Республику Конго охватил острый политический кризис. Активизировались сепаратистские силы, были провозглашены Республика Катанга во главе с М. Чомбе и государство Южное Касаи во главе с А. Калонжи. Кризис продолжался 5 лет, до прихода к власти Жозефа Мобуту. За это время в стране насильственной смертью погибло более 100 тыс. человек.

## Список генерал-губернаторов Бельгийского Конго

Карта Бельгийского Конго

- Теофиль Ваи (ноябрь 1908 — май 1912)
- Феликс Александр Фюш (май 1912 — январь 1916)
- Эжен Жозеф Мари Анри (январь 1916 — январь 1921)
- Мориц Аугуст Липпенс (январь 1921 — январь 1923)
- Мартин Йозеф Руттен (январь 1923 — декабрь 1927)
- Аугуст Констант Тилкенс (декабрь 1927 — сентябрь 1934)
- Пьер Рюкманс (сентябрь 1934 — июль 1946)
- Юджин Жак Юнгерс (июль 1946 — январь 1952)
- Леон Петийон (январь 1952 — июль 1958)
- Анри Корнелис (июль 1958 — июнь 1960)